# Liste der Monuments historiques in Rians (Cher)
Die Liste der Monuments historiques in Rians (Cher) führt die Monuments historiques in der französischen Gemeinde Rians auf.

## Liste der Objekte
| Bezeichnung                                   | Beschreibung                             | Standort                           | Kennzeichnung | Schutzstatus | Datum | Bild |
| --------------------------------------------- | ---------------------------------------- | ---------------------------------- | ------------- | ------------ | ----- | ---- |
| Skulptur des heiligen Christopherus mit Kind  | Holz, polychrom gefasst, 17. Jahrhundert | in der Kirche St-Christophe (Lage) | PM18000314    | Classé       | 1977  |      |
| Skulptur Madonna mit Kind                     | Stein, Anfang des 19. Jahrhunderts       | in der Kirche St-Christophe (Lage) | PM18000933    | Inscrit      | 1977  |      |
| Skulptur Madonna mit Kind                     | Holz, bemalt, 17. Jahrhundert            | in der Kirche St-Christophe (Lage) | PM18000932    | Inscrit      | 1977  |      |
| Orgelprospekt                                 | Holz, 19. Jahrhundert                    | in der Kirche St-Christophe (Lage) | PM18000934    | Inscrit      | 1977  |      |
| Weihwasserbecken                              | Gusseisen, 1528                          | in der Kirche St-Christophe (Lage) | PM18000312    | Classé       | 1913  |      |
| Skulptur Madonna und Kind                     | Stein, Ende des 16. Jahrhunderts         | in der Kirche St-Christophe (Lage) | PM18000313    | Classé       | 1913  |      |
| Skulpturengruppe: Heiliger Rochus und Stifter | Holz, polychrom gefasst, 17. Jahrhundert | in der Kirche St-Christophe (Lage) | PM18000315    | Classé       | 1977  |      |